# Paramelisa leroyi
Paramelisa leroyi är en fjärilsart som beskrevs av Sergius G. Kiriakoff 1953. Paramelisa leroyi ingår i släktet Paramelisa och familjen björnspinnare. Inga underarter finns listade i Catalogue of Life.